# Макгинн, Джон
Джон Макги́нн (англ. John McGinn; род. 18 октября 1994, Глазго) — шотландский футболист, полузащитник и капитан английского клуба «Астон Вилла», игрок сборной Шотландии.  Участник двух чемпионатов Европы 2020 и 2024 годов. Входит в топ-10 бомбардиров в истории сборной Шотландии.
У Джона есть два старших брата Стивен и Пол, которые также являются профессиональными футболистами.

## Клубная карьера

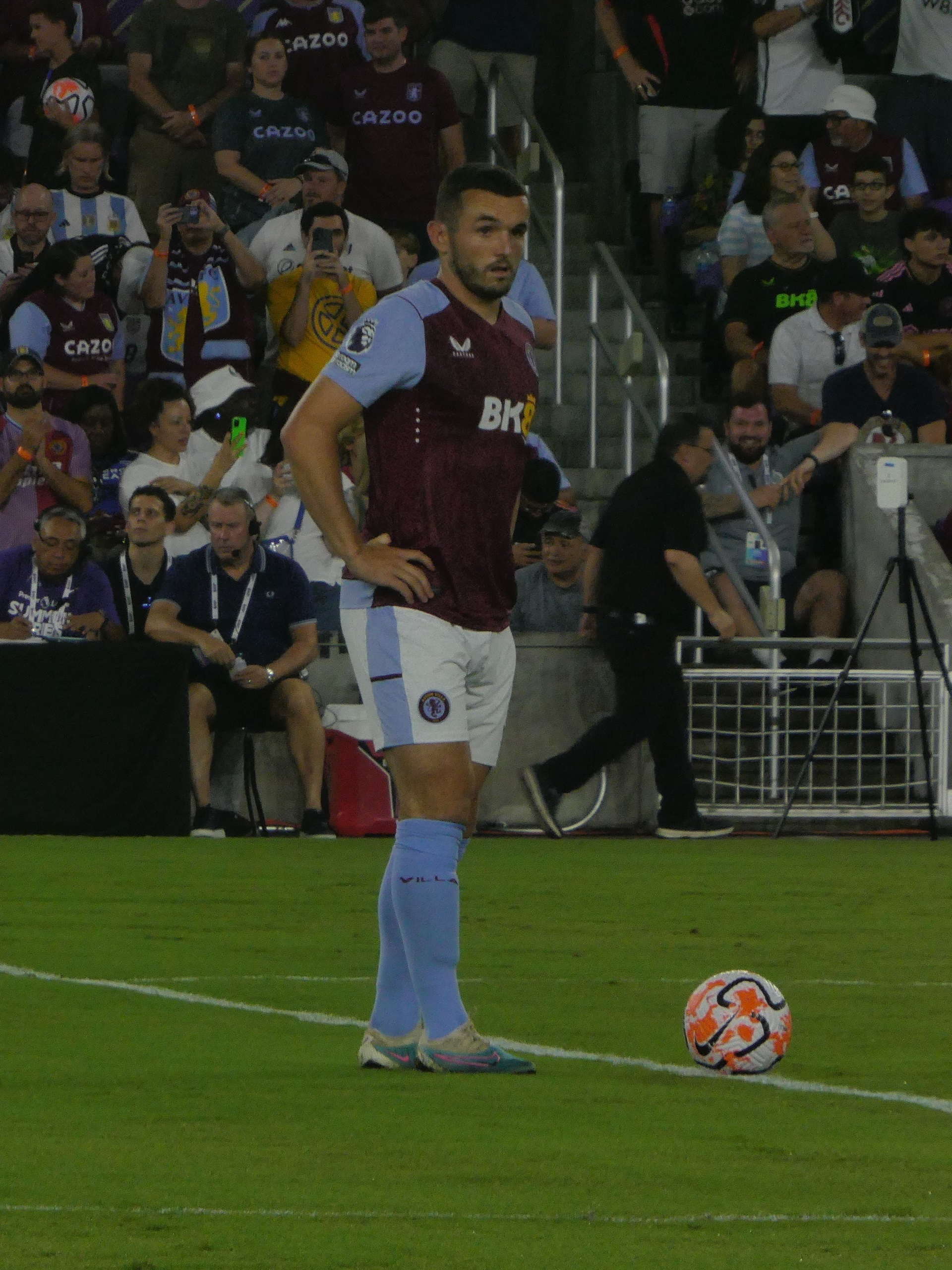
Макгинн в составе «Астон Виллы»

Макгинн — воспитанник клуба «Сент-Миррен». 20 октября 2012 года в матче против «Селтика» он дебютировал в шотландской Премьер-лиге. 18 мая 2013 года в поединке против «Килмарнока» Джон забил свой первый гол за «Сент-Миррен». В своём дебютном сезоне он помог команде выиграть Кубок шотландской лиги.
Летом 2015 года Макгинн перешёл в «Хиберниан», подписав контракт на 4 года. 8 августа в матче против «Дамбартона» он дебютировал в шотландском Чемпионшипе. В поединке против «Аллоа Атлетик» Джон забил свой первый гол за «Хиберниан». В своём дебютном сезоне Макгинн завоевал Кубок Шотландии, а через год помог клубу вернуться в элиту. 5 августа 2017 года в матче против «Партик Тисл» он дебютировал за клуб на высшем уровне.
Летом 2018 года Макгинн подписал контракт на 4 года с английской «Астон Виллой». 11 августа в матче против «Уиган Атлетик» он дебютировал в Чемпионшипе. 22 сентября в поединке против «Шеффилд Уэнсдей» Джон забил свой первый гол за «Астон Виллу». По итогам сезона Макгинн помог клубу выйти в элиту. 10 августа 2019 года в матче против «Тоттенхэм Хотспур» он дебютировал в английской Премьер-лиге. В розыгрыше Лиги конференций 2023/2024 в матчах против боснийского «Зриньски», нидерландского АЗ и французского «Лилля» игрок забил 3 гола. 

## Международная карьера
29 марта 2016 года в товарищеском матче против сборной Дании Макгинн дебютировал за сборную Шотландии. 6 сентября 2019 года в отборочном матче чемпионата Европы 2020 против сборной России он забил свой первый гол за национальную команду.
13 октября в поединке против сборной Сан-Марино Джон сделал хет-трик.
В 2021 году Макгинн принял участие в чемпионате Европы. На турнире он сыграл в матчах против сборных Чехии, Англии и Хорватии.
В 2024 году Макгинн во второй раз принял участие в чемпионате Европы  в Германии. На турнире он сыграл в матчах против сборных Германии, Швейцарии и Венгрии. 

### Голы за сборную Шотландии
| #  | Дата             | Место                                                            | Противник         | Счёт | Результат | Соревнование                       |
| -- | ---------------- | ---------------------------------------------------------------- | ----------------- | ---- | --------- | ---------------------------------- |
| 1  | 6 сентября 2019  | Хэмпден Парк, Глазго, Шотландия                                  | Россия            | 1:0  | 1:2       | Чемпионат Европы 2020 квалификация |
| 2  | 13 октября 2019  | Хэмпден Парк, Глазго, Шотландия                                  | Сан-Марино        | 1:0  | 6:0       | Чемпионат Европы 2020 квалификация |
| 3  | 13 октября 2019  | Хэмпден Парк, Глазго, Шотландия                                  | Сан-Марино        | 2:0  | 6:0       | Чемпионат Европы 2020 квалификация |
| 4  | 13 октября 2019  | Хэмпден Парк, Глазго, Шотландия                                  | Сан-Марино        | 3:0  | 6:0       | Чемпионат Европы 2020 квалификация |
| 5  | 16 ноября 2019   | ГСП, Никосия, Кипр                                               | Кипр              | 1:2  | 1:2       | Чемпионат Европы 2020 квалификация |
| 6  | 19 ноября 2019   | Хэмпден Парк, Глазго, Шотландия                                  | Казахстан         | 1:1  | 3:1       | Чемпионат Европы 2020 квалификация |
| 7  | 19 ноября 2019   | Хэмпден Парк, Глазго, Шотландия                                  | Казахстан         | 3:1  | 3:1       | Чемпионат Европы 2020 квалификация |
| 8  | 25 марта 2021    | Хэмпден Парк, Глазго, Шотландия                                  | Австрия           | 2:2  | 2:2       | Чемпионат мира 2022 квалификация   |
| 9  | 31 марта 2021    | Хэмпден Парк, Глазго, Шотландия                                  | Фарерские острова | 1:0  | 4:0       | Чемпионат мира 2022 квалификация   |
| 10 | 31 марта 2021    | Хэмпден Парк, Глазго, Шотландия                                  | Фарерские острова | 2:0  | 4:0       | Чемпионат мира 2022 квалификация   |
| 11 | 9 октября 2021   | Хэмпден Парк, Глазго, Шотландия                                  | Израиль           | 1:1  | 3:2       | Чемпионат мира 2022 квалификация   |
| 12 | 29 марта 2022    | Эрнст Хаппель, Вена, Австрия                                     | Австрия           | 2:0  | 2:2       | Товарищеский матч                  |
| 13 | 14 июня 2022     | Республиканский стадион имени Вазгена Саркисяна, Ереван, Армения | Армения           | 3:1  | 4:1       | Лига наций                         |
| 14 | 21 сентября 2022 | Хэмпден Парк, Глазго, Шотландия                                  | Украина           | 1:0  | 3:0       | Лига наций                         |
| 15 | 16 ноября 2022   | Диярбакыр, Диярбакыр, Турция                                     | Турция            | 1:2  | 1:2       | Товарищеский матч                  |
| 16 | 25 марта 2023    | Хэмпден Парк, Глазго, Шотландия                                  | Кипр              | 1:0  | 3:0       | Чемпионат Европы 2024 квалификация |
| 17 | 8 сентября 2023  | АЕК Арена, Ларнака, Кипр                                         | Кипр              | 0:3  | 0:3       | Чемпионат Европы 2024 квалификация |
| 18 | 19 ноября 2023   | Хэмпден Парк, Глазго, Шотландия                                  | Норвегия          | 1:1  | 3:3       | Чемпионат Европы 2024 квалификация |